# Johnny Hekker
(en) Statistiques sur pro-football-reference
John Robert Hekker, dit Johnny Hekker, né le 8 février 1990 à Redmond dans l'État de Washington, est un sportif professionnel américain de football américain jouant au poste de punter depuis la saison 2012 dans la National Football League (NFL) et pour la franchise des Titans du Tennessee depuis la saison 2025.
Non sélectionné lors de la draft 2012, il rejoint néanmoins les Rams de Saint-Louis (actuellement Rams de Los Angeles). Avec eux, il dispute deux Super Bowls et remporte le Super Bowl LVI. Il est sélectionné à quatre reprises au Pro Bowl et dans l'équipe type All-Pro. Il est également repris dans l'équipe NFL de la décennie 2010. Il signe ensuite avec les Panthers de la Caroline (2022-2024) et avec les Titans en mars 2025. 
Auparavant, au niveau universitaire, il a joué quatre saisons au sein de la NCAA Division I FBS pour les Beavers de l'université d'État de l'Oregon (2008-2011).

## Biographie

### Carrière universitaire
Étudiant à l'université d'État de l'Oregon, Hekker joue pour les Beavers de 2008 à 2011 au sein de la NCAA Division I FBS.

### Carrière professionnelle

#### Rams de Saint-Louis / Los Angeles
Non sélectionné lors de la draft 2012 de la NFL, Hekker signe néanmoins en tant qu'agent libre avec les Rams de Saint-Louis. 
En décembre 2014, il y signe une extension de contrat d'une durée de six ans pour un montant de 18 millions de dollars.
Le 11 septembre 2017, Hekker prolonge ce contrat s'engageant avec les Rams jusqu'en 2022. La franchise ayant quelques difficultés financières, il accepte en 2021 de restructurer son contrat et entre en compétition avec Corey Bojorquez pour le poste de punter titulaire.
Au terme de la saison 2021, il remporte avec les Rams le Super Bowl LVI joué contre les Bengals de Cincinnati sur le score de 23 à 20.
Hekker est libéré par les Rams le 16 mars 2022 et deux jours plus tard, il rejoint les Panthers de la Caroline où il signe un contrat de trois ans.

#### Panthers de la Caroline
Le 18 mars 2022, Hekker signe un contrat de trois ans pour un montant de 7,6 millions de dollars avec les Panthers de la Caroline.
En 2022, il effectue 81 punts pour un total de 3 925 yards (moyenne de 48,46 yards par punt), la saison suivante, 82 punts pour 3 838 yards (moyenne de 46,8 yards par punt) et en 2024, 73 punts pour 3 338 yards (moyenne de 45,73 yards par punt).

#### Titans du Tennessee
Agent libre, Hekker signe le 13 mars 2025 un contrat d'un an pour un montant de 1,42 million de dollars avec les Titans du Tennessee.